# Mercedes Belzu
Mercedes Belzu Gorriti (La Paz, República de Bolivia 1835 - Arequipa, República del Perú, 1879) fue una escritora, poetisa y traductora boliviana. 

## Biografía
Mercedes Belzú nació en la ciudad de La Paz el año 1835. Fue hija del general y Presidente de Bolivia Manuel Isidoro Belzú y su madre  fue la novelista argentina Juana Manuela Gorriti. Mercedes vivió sus primeros en su ciudad natal pero luego residió en Arequipa.
Fue educada en el colegio de niñas de Dámasa Cabezón y se casó con José Vicente Dorado Cavero el 5 de febrero de 1851. Su esposo fue nombrado ministro plenipotenciario de Bolivia en Francia y vivieron allí hasta 1855.
Cuando su padre fue asesinado en 1865, Mercedes se decidió por el exilio y partió hacia Arequipa. 
Perteneció a la primera generación de mujeres escritoras bolivianas, como María Josefa Mujía. Aunque destacó como poetisa, también es cierto que realizó notables traducciones de Víctor Hugo, Lamartine y Shakespeare. 
De su obra, Clorinda Matto de Turner destaca su traducción de los Salmos de David y el Canto al Misti que compuso después de contemplar este volcán. En su honor, un colegio de La Paz lleva su nombre.

## Traducciones al español
El sueño de una noche de verano de William Shakespeare, Perú, (1867)